# Augny
Augny é uma comuna francesa na região administrativa do Grande Leste, no departamento de Mosela. Estende-se por uma área de 14.98 km², e possui 2.080 habitantes, segundo o censo de 2018, com uma densidade de 140 hab/km².